# Sei donne per l'assassino
Sei donne per l'assassino (br Seis Mulheres para o Assassino) é um filme teuto-franco-italiano de 1964, dos gêneros mistério, horror e suspense, dirigido por Mario Bava. Foi o primeiro filme do estilo giallo.

## Sinopse
Isabella (Francesca Ungaro), uma jovem modelo, é assassinada por uma misteriosa figura mascarada em um ateliê de moda pertencente a Condessa Cristiana (Eva Bartok). Após o crime, o diário da vítima, contendo informações que poderiam levar ao assassino, desaparece. O mascarado passa então a matar todas as modelos da casa para encontrar o diário.

## Elenco
- Eva Bartok ... Condessa Cristiana
- Cameron Mitchell ... Max Marian
- Thomas Reiner ... Inspetor Silvestre
- Ariana Gorini ... Nicole
- Dante DiPaolo ... Frank Sacalo
- Mary Arden ... Peggy Peyton
- Franco Ressel ... Marquês Richard Morell
- Claude Dantes ... Tao-Li
- Luciano Pigozzi ... Cesar Losarre
- Lea Lander ... Greta (creditada como Lea Krugher)
- Massimo Righi ... Franco
- Francesca Ungaro ... Isabella
- Giuliano Raffaelli ... Zanchin
- Harriet Medin ... Clarice
- Mary Carmen ... Modelo (creditada como Mara Carmoniso)
- Heidi Stroh ... Modelo
- Enzo Cerusico ... Atendente do posto de gasolina
- Nadia Anty ... Modelo